# LG Hockey Games 2011
LG Hockey Games 2011 spelades under perioden 10 - 13 februari 2011 i Globen, Stockholm och en match i Ryssland. Sverige vann turneringen före Ryssland och Finland.

## Tabell
| Lag      | S | V | ÖV | ÖF | F | GM | IM | MS  | P |
| -------- | - | - | -- | -- | - | -- | -- | --- | - |
| Sverige  | 3 | 2 | 1  | 0  | 0 | 15 | 5  | +10 | 8 |
| Ryssland | 3 | 2 | 0  | 0  | 1 | 11 | 11 | 0   | 6 |
| Finland  | 3 | 0 | 1  | 1  | 1 | 8  | 10 | −2  | 3 |
| Tjeckien | 3 | 0 | 0  | 1  | 2 | 5  | 13 | −8  | 1 |

## Resultat
Alla matchtider är lokala tider. 
| 10 februari 2011 20:00 | Ryssland | 5 – 3 1−1, 2−0, 2−2 | Finland | Mytisjtji Arena, Moskva |

|  | | Matchsummering |                                                          | Åskådare: 14 000       |                        |
|  | Kalyanin (17.01) Artiuchin (27.13) Kalyanin (PP1) (35.36) Trubachev (PP1) (49.56) Afigenov (59.30) |                | Santala (PP1) (10.00) Lajunen (54.23) Louhivaara (54.55) | Domare: Frano & Hribik | Domare: Frano & Hribik |

| 10 februari 2011 19:30 | Tjeckien | 1 – 6 1−2, 0−2, 0−2 | Sverige | Globen, Stockholm |

|  |               | Matchsummering | | Åskådare: 6 653                |                                |
|  | Prucha (9.41) |                | Persson (BP1) (5.42) Petrasek (18.22) Axelsson (PP1) (29.51) Tjärnqvist (35.20) Nordgren (40.13) Andersson (56.12) | Domare: Laaksonen & Savolainen | Domare: Laaksonen & Savolainen |

| 12 februari 2011 12:00 | Finland | 3 – 2 sd 1−0, 0−1, 1−1, 1−0 | Tjeckien | Globen, Stockholm |

|  |                                                              |  |                              | Åskådare: 4 100        |                        |
|  | Aaltonen (PP1) (17.05) Puustinen (PP1) (37:48) Laine (62:11) |  | Jansky (22.54) Němec (40:52) | Domare: Lärking & Nord | Domare: Lärking & Nord |

| 12 februari 2011 16:00 | Sverige | 6 – 2 4−0, 0−0, 2−2 | Ryssland | Globen, Stockholm |

|  | |  |                                   | Åskådare: 11 071               |                                |
|  | Thörnberg (02:04) Krüger (04:05) Petrasek (PP1) (06:45) Johansson (07:33) Axelsson (40:18) Thörnberg (47:50) |  | Kuznetsov (45:27) Galimov (52:15) | Domare: Laaksonen & Savolainen | Domare: Laaksonen & Savolainen |

| 13 februari 2011 12:00 | Ryssland | 4 – 2 1−1, 1−0, 2−1 | Tjeckien | Globen, Stockholm |

|  |                                                                     |  |                                           | Åskådare: 1 857                    |                                    |
|  | Rybin (07.02) Rybin (38.26) Galimov (45.06) (PP1) Kuznetsov (46.28) |  | Nemec (06.00) (PP1) Rolinek (55.01) (PP1) | Domare: Persson & Morgan Johansson | Domare: Persson & Morgan Johansson |

| 13 februari 2011 16:00 | Sverige | 3 – 2 str 0−1, 1−0, 1−1, 0−0, 1−0 | Finland | Globen, Stockholm |

|  |                                                      |  |                                  | Åskådare: 9 359           |                           |
|  | Ericsson (27.57) Sandström (57.56) Lindström (80.00) |  | Kontiola (08.23) Petrell (41.46) | Domare: Gashilov, Ravodin | Domare: Gashilov, Ravodin |

## Poängligan
Not: SM = Spelade matcher, M = Mål, A = Assist, Pts = Poäng
| Spelare          | Land    | SM | M | A | Pts |
| ---------------- | ------- | -- | - | - | --- |
| Dick Axelsson    | Sverige | 3  | 2 | 4 | 6   |
| Magnus Johansson | Sverige | 3  | 1 | 4 | 5   |
| Martin Thörnberg | Sverige | 3  | 2 | 2 | 4   |
| Jonas Andersson  | Sverige | 3  | 1 | 3 | 4   |
| Niklas Persson   | Sverige | 3  | 1 | 3 | 4   |

## Utmärkelser

### Bästa spelare
Turneringens arrangörer röstade fram följande spelare:
- Bäste målvakt:  Stefan Liv
- Bäste försvarsspelare:  Magnus Johansson
- Bäste anfallsspelare:  Maxim Rybin

### Medias all star-lag
- målvakt:  Stefan Liv
- försvarsspelare  Magnus Johansson
- försvarsspelare  Mattias Ekholm
- anfallsspelare  Dick Axelsson
- anfallsspelare  Jonas Andersson
- anfallsspelare  Maxim Rybin

### Fotnoter
1. ↑  Göran Sundberg (13 februari 2011). ”Sverige slog Finland efter straffar”. Dagens nyheter. http://www.dn.se/sport/ishockey/sverige-slog-finland-efter-straffar/. Läst 20 januari 2016.